# Konstantin Kiertanow
Konstantin Elbrusowicz Kiertanow (ur. 22 lipca 1995 w Biesłanie) – rosyjski piłkarz grający na pozycji ofensywnego pomocnika. Od 2014 roku zawodnik Torpeda Moskwa.

## Kariera piłkarska
Profesjonalnie zaczął grać w Dynamie Kostroma. W 2012 roku zaczął występować w rezerwach Krylji Sowietow. W 2013 roku zasilił szeregi Kubania Krasnodar, jednak nie zagrał ani razu w podstawowym składzie. Od 2014 roku jest zawodnikiem Torpeda Moskwa.